# Emilie Flygare-Carlén
Emilie Flygare-Carlén, född Smith 8 augusti 1807 i Strömstad, död 5 februari 1892 i Stockholm, var en svensk författare.

## Biografi

### Tidigt liv

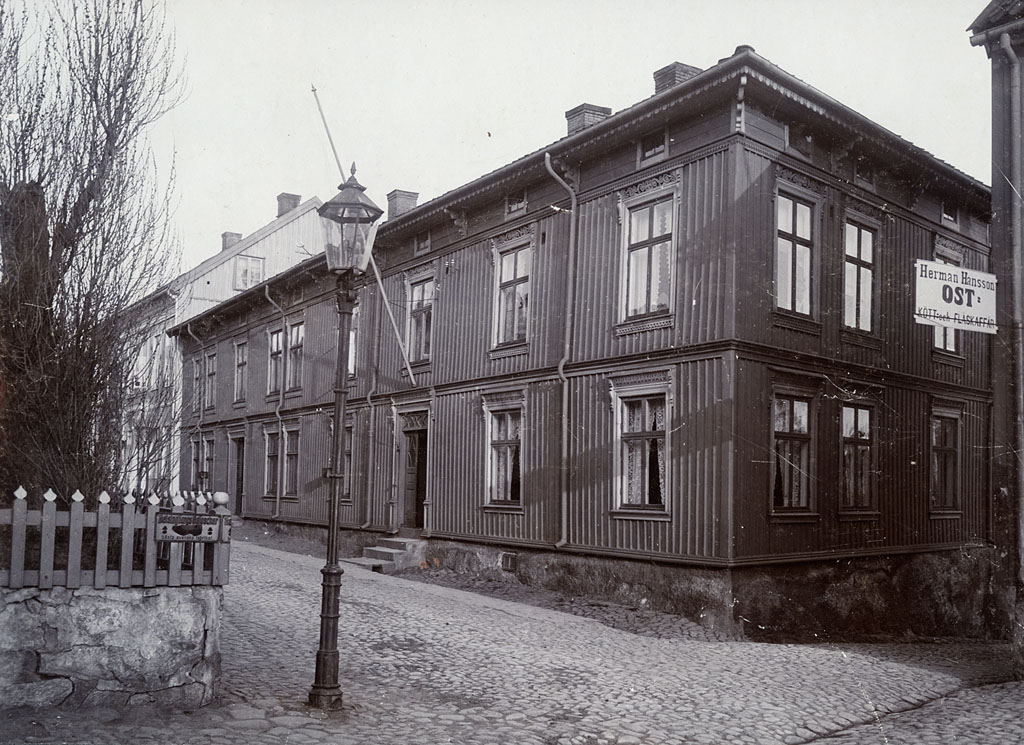
Barndomshemmet i Strömstad.

Emilie Flygare-Carlén var det yngsta av 14 barn till köpmannen och sjökaptenen Rutger Smith (1751–1830) som på mödernet var av släkten Belfrage, och dennes hustru  Margareta Smith (1762–1850), född Stiegler. Barndomshemmet vid Karlsgatan i Strömstad. var ganska välbärgat. Fadern idkade handel med spannmål, trä och salt. Han drev ett skeppsrederi med ett flertal jakter, galeaser och slupar. Själv gick han i fraktfart på Östersjön med trä och spannmål. Redan som 12-åring fick hon följa med sin far på fraktresor vid Bohuskusten. När hon var sjutton fick hon ta eget ansvar för en båt; de miljöer som hon skriver om i sina bohusböcker har hon själv upplevt.
Hon gifte sig den 8 augusti 1827 med stadsläkaren i Strömstad, Axel Flygare, och de fick fyra barn tillsammans, Edvard (1829–1852) (23 år?) och Margaretha "Mimmi" (1831–1837) (6 år?) samt två som dog i späd ålder. Familjen flyttade till Sunnerbo i Småland, där maken arbetade som provinsialläkare. År 1833 blev Flygare-Carlén änka, och familjen flyttade åter till Bohuslän, där hon hyrde ett par rum i en bondgård, Högar, i Lurs socken av Tanums pastorat. Efter en liten tid förlovade hon sig med en jurist – som tillfälligt bodde i trakten – som hette Jakob Reinhold Dalin (1799–1835). 
Dalin beskrivs som "en synnerligen egenartad personlighet, snillrik, eldig, excentrisk och melankolisk", och kom att få avgörande inflytande på hennes författarskap och var den som uppmuntrade henne till att börja skriva. Hon blev havande, men innan paret hunnit gifta sig fick Dalin kallbrand i ett ben och dog strax innan bröllopet. År 1836 föddes en dotter, Catharina Rosaura Reinberg i kyrkböckerna, som året efter adopterades bort till Reinhold Dalins släktingar, patron Jonas Bågenholm (1803–1864) och hans hustru Andriette Charlotta Ekelund (1808–1889), bosatta på gården Onsön i Dals-Ed. Familjen var barnlös. Samma år dog Emilies dotter Mimmi, och begravdes på Rännelanda kyrkogård. Emilie Flygare-Carlén återvände till Strömstad, för att därefter bosätta sig på säterihemmanet Gillanda i Rölanda socken i Dalsland, och därefter flyttade hon till Rännelanda socken inom Högsäters pastorat, där hon hyrde ett vindsrum på gården Steg. I juli 1837 flyttade Flygare-Carlén hem till modern i Strömstad, där sonen Edvard började sin skolgång.
Hennes böcker gjorde henne snabbt populär och hon flyttade till en fastighet vid Ladugårdslandstorg 19 i Stockholm som tillhörde hennes förläggare, Niklas Hans Thomson på Kabinettsbiblioteket. Hon gifte sig med författaren och juristen vid riksdagens expeditionsutskott, Johan Gabriel Carlén (född 1814) den 20 januari 1841, Paret flyttade 1842 till Regeringsgatan 64.
Makarna Carlén köpte på hösten 1845 ett tvåvånings trähus i Humlegården, Humlegårdsgatan 10, senare 29. Då staden 1865 behövde delar av deras tomt för den nya Norrlandsgatan, sålde man hemmet och flyttade till Kaptensgatan 5. Av ekonomiska skäl tvingades Flygare-Carlén 1891 lämna våningen på Kaptensgatan, då hennes vänner ordnat en liten billig tvårumslägenhet på Grevturegatan 55, senare 43.
Flygare-Carlén blev änka 1875 och överlevde även sina barn. Hon dog 1892, 84 år gammal. Då var hon ruinerad efter en felslagen spekulation, då försäljningen av Humlegården satts in på det Holmska bankirhuset, vilket gick i konkurs efter ett par år. Hon jordfästes i Hedvig Eleonora kyrka och ligger begravd på Norra begravningsplatsen i Solna.

## Bibliografi

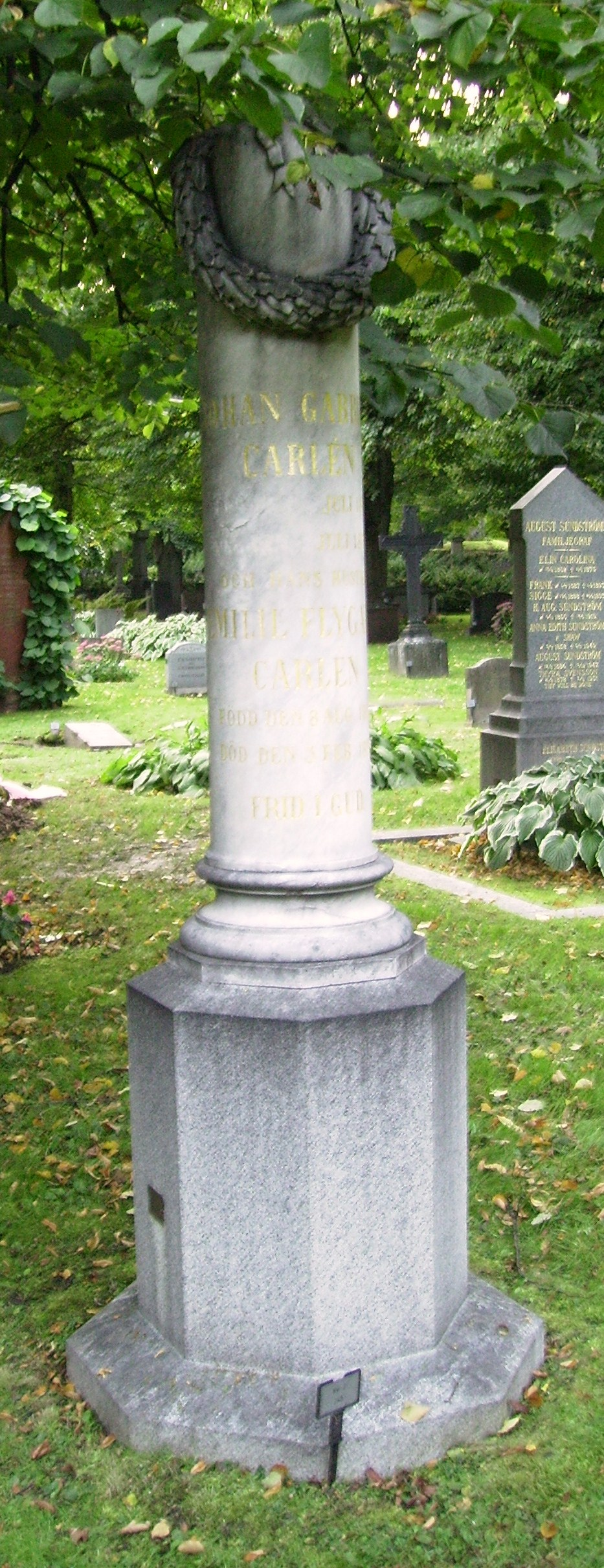
Emilie Carlén-Flygares gravvård på Norra begravningsplatsen i Solna kommun.

## Författarskap

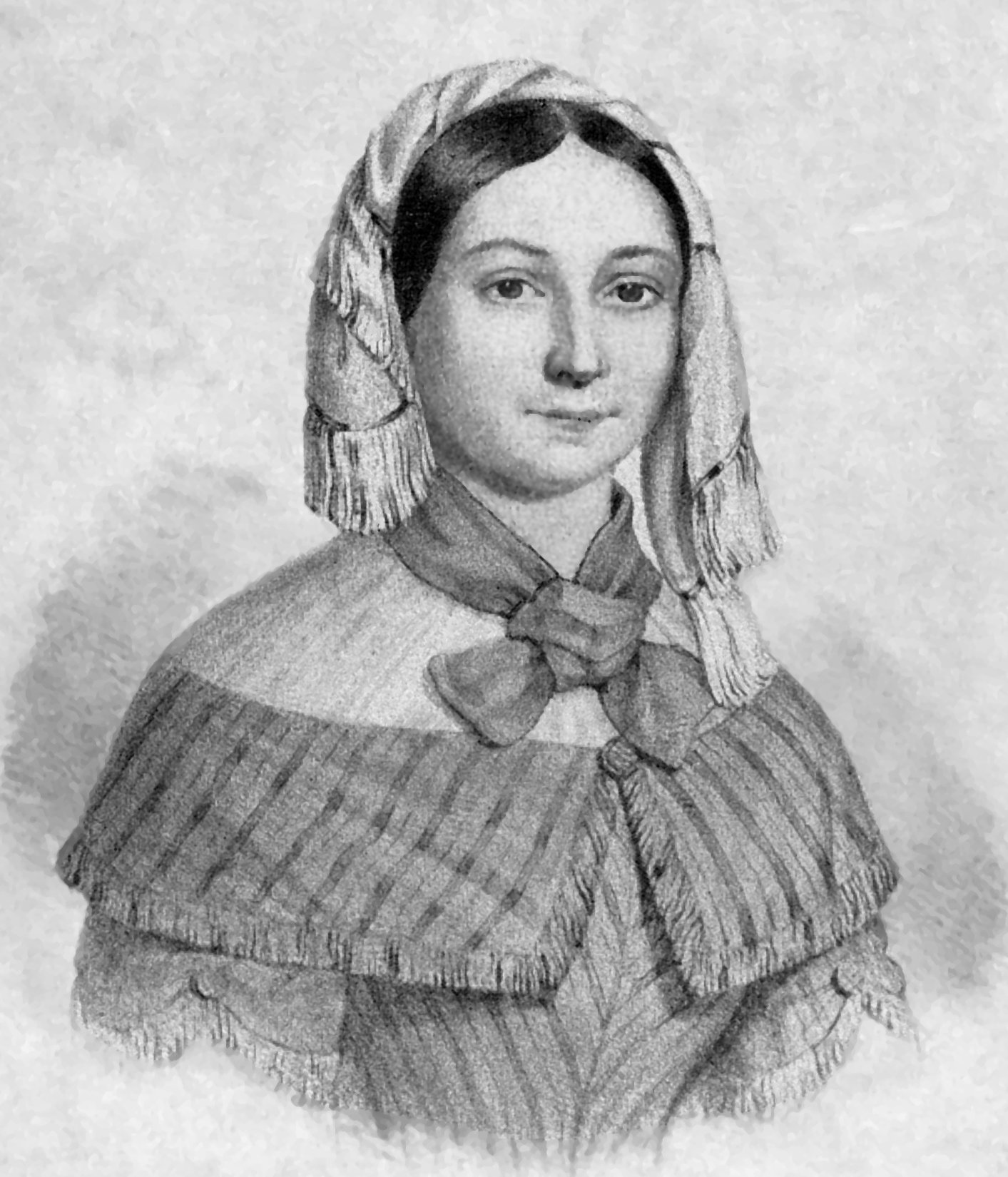
Ungdomsporträtt.

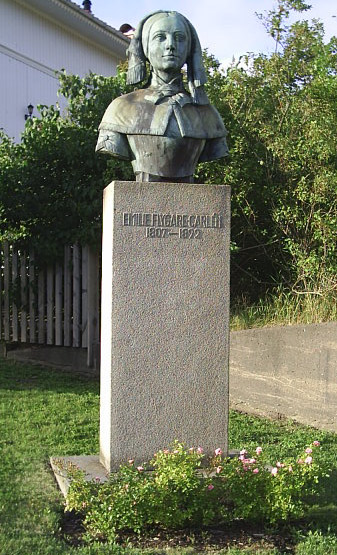
Byst av Emelie Flygare-Carlén i Strömstad. Skulptur skapad 1939 av skulptören Carl Fagerberg (1878-1948).

Det var efter 1836 – och därmed efter de många tragiska händelser som skett i hennes liv – som hon började skriva på allvar. Sin första roman, Valdemar Klein, började hon skriva på Kristorp, hösten 1837. Den gavs ut på hösten 1838 under pseudonymen Fru F. Då Fredrika Bremer vistades som badgäst i Strömstad på sommaren 1838, tog den unga Flygare-Carlén mod till sig och visade sitt första alster för henne och bad om "råd och omdöme". Det hela utföll väl och från denna dag bibehöll Flygare-Carlén under hela sitt liv en stor aktning och vänskap för "Teckningarnas författarinna". Hon influerades även av Sophie von Knorrings författarskap, men saknade dessas inblick i de högre ståndens liv, och kom i fortsättningen att fokusera på att skildra allmogens och medelklassens liv. Hon skrev för att överleva, med det självförtroende som hennes far gett henne. I Minnen av svenskt författarliv skrev hon såhär: ”Jag hade mognad i allvarlig mening, jag hade vistats i olika provinser och kommit i beröring med många samhällsklasser. Jag hade lärt mig känna och lida med andra. Jag skulle således icke fantisera ihop min bok, jag skulle taga den ur livet.”
Av sin bror vice häradshövding Edvard Smith fick hon ämnet till den roman som blev hennes litterära mästerverk, Rosen på Tistelön (1842). Det var en mordhistoria från västkusten, som han funnit i några rättegångshandlingar och av den skapade Flygare-Carlén en frisk och levande skildring av människor och natur. Den brett upplagda romanen innehåller prov på Flygare-Carléns förmåga att tänja på realism så att den tangerar impressionism och gotik. Den följdes av Paul Väring (1844) som i anslutning till Carl Jonas Love Almqvists Det går an tog upp kvinnlig dygd till behandling, och En natt vid Bullarsjön (1847) behandlar religiösa frågor. I Enslingen på Johannis-skäret (1846) visade Flygare-Carlén influenser från Bulwer-Lytton.
1851-1858 utkom inga böcker av Flygare-Carlén. Det kan ha berott på sorgen efter sonen Edward som dött men också på att hon fått negativ kritik för ett par böcker. I  En natt vid Bullarsjön från 1847 hade hon beskrivit sin samtids väckelsefromhet på ett negativt sätt, och i romanen Rykte från 1851 ansåg vissa kritiker att den kvinnliga huvudpersonen hade en för tvetydig moral.
Sedan övertalades hon att fortsätta sitt författarskap och 1860-1861 kom romanen Ett köpmanhus i skärgården, först publicerad som följetong i Aftonbladet 1859.
Hon skrev sju romaner på fyra år och kunde försörja sig och sin son på sitt skrivande. Hon hade god kontakt med sin bror Edvard Smith i Strömstad och det var hans idé att böckerna skulle utspela sig i barndomsmiljön i Bohuslän. Självbiografin Skuggspel. Tidsmålningar och ungdomsbilder kom ut 1865. En krönika om Strömstad blev hennes sista betydande verk. 
Den första av Flygare-Carléns romaner som bearbetades för scenen var Rosen på Tistelön eller Brottslingarna, ett drama i fyra akter som uppfördes på Mindre teatern i Stockholm. Mauritz Cramær svarade för dramatiseringen. Flygare-Carlén kan på grund av sina val av ämnen och miljöer samt hennes framsynthet och moraliska hållning ses som en pionjär i svensk litteratur. Hon skrev om det landskap, de verksamheter och den samhällsställning som hon själv var förtrogen med. Som källa till bohuslänskt liv under 1800-talets första hälft är hon ovärderlig. Under 1840-talet stod hon på sin karriärs höjdpunkt, och var då Sveriges mest lästa romanförfattare samt den mest kända i utlandet. Hennes böcker översattes till norska, danska, franska, tyska, engelska, polska, italienska, spanska, ungerska, holländska, ryska och böhmiska.

## Privatliv

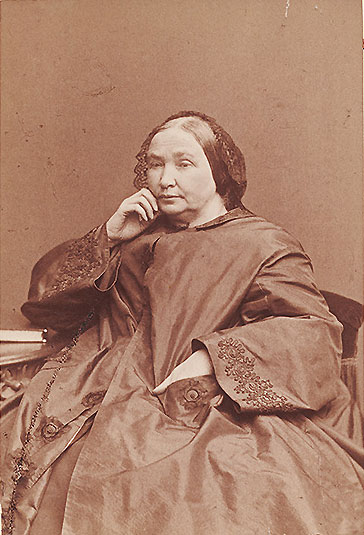
På äldre dagar. Kabinettfoto.

Emilie Flygare-Carlén var mor till Edvard Flygare (1829–1852) och Rosa Carlén (1836–1883). Emilie Flygare-Carlén var gift 1827–1833 med Axel Flygare (1792–1833), trolovad 1834 med Rosas far Jacob Reinhold Dalin (1800–1835) och gift 1841–1875 med Johan Gabriel Carlén (1814–1875). Emilie Flygare-Carléns farmor var Märtha Catharina Belfrage, född 1725 i Västra Tunhems socken, och därmed ättling till Vänersborgs första borgmästare Hans (Henrik) Belfrage (född 19 januari 1614 i Skottland, död 13 november 1688 i Naglum). Namnet Smith härrör från Emilies farfars farfar, smeden Lars Olsson som kallades "Lars Smed", född omkring 1645 i Båleröd i Skee socken. Hans barn tog därefter släktnamnet Smitt. Flygare-Carlén tog sig 1853 an en fosterson vid namn Melcher. Han blev inget "glädjebarn" och skickades så småningom till sjöss, där han gick bort i "hetsig feber" redan under sin första resa.

### Originalutgåvor
- Waldemar Klein : svenskt original. Kabinetsbibliothek af den nyaste litteraturen ; 3:10. Stockholm: Bonnier. 1838. Libris 2489058. https://litteraturbanken.se/f%C3%B6rfattare/FlygareCarl%C3%A9nE/titlar/WaldemarKlein/sida/I/etext?om-boken - af Fru F**.
- Representanten : svenskt original. Kabinetsbibliothek af den nyaste litteraturen, 99-1539294-X ; 4:1. Stockholm. 1839. Libris 1863749. https://litteraturbanken.se/f%C3%B6rfattare/FlygareCarl%C3%A9nE/titlar/Representanten/sida/7/faksimil?om-boken - Anonym. Utgör fortsättning av föregående.
- Gustaf Lindorm : svenskt original. 1-3. Kabinetsbibliothek af den nyaste litteraturen, 99-1539294-X ; 4:4. Stockholm: [Bonnier]. 1839. Libris 1941506 - Anonym.
  -  Del 1. Libris r8fbx24kpd6xjzn4. https://litteraturbanken.se/författare/FlygareCarlénE/titlar/GustafLindorm1/info
  -  Del 2. Libris 1jpl69m2zl10cnvv. https://litteraturbanken.se/författare/FlygareCarlénE/titlar/GustafLindorm2/info
  -  Del 3. Libris r8fbr017pkn09x6v. https://litteraturbanken.se/författare/FlygareCarlénE/titlar/GustafLindorm3/info
- Professorn och hans skyddslingar: svenskt original. Kabinetsbibliothek af den nyaste litteraturen, 99-1539294-X ; 5:1. Stockholm: [Bonnier]. 1840. Libris 1863791. https://litteraturbanken.se/f%C3%B6rfattare/FlygareCarl%C3%A9nE/titlar/Professorn/sida/3/etext?om-boken - Anonym.
- Fosterbröderne : roman. Kabinetsbibliothek af den nyaste litteraturen, 99-1539294-X ; 5:5. Stockholm. 1840. Libris 2589219. https://litteraturbanken.se/f%C3%B6rfattare/FlygareCarl%C3%A9nE/titlar/Fosterbr%C3%B6derne/sida/7/faksimil?om-boken
- Kyrkoinvigningen i Hammarby : roman. Kabinetsbibliothek af den nyaste litteraturen, 99-1539294-X ; 6:1. Stockholm: [Bonnier]. 1840-1841. Libris 1807659
  -  1. 1840. Libris 1807660. https://litteraturbanken.se/f%C3%B6rfattare/FlygareCarl%C3%A9nE/titlar/Kyrkoinvigningen1/sida/7/faksimil?om-boken
  -  2. 1841. Libris 1807661. https://litteraturbanken.se/f%C3%B6rfattare/FlygareCarl%C3%A9nE/titlar/Kyrkoinvigningen2/sida/7/faksimil?om-boken
  -  3. 1841. Libris 1807662. https://litteraturbanken.se/f%C3%B6rfattare/FlygareCarl%C3%A9nE/titlar/Kyrkoinvigningen3/sida/7/faksimil?om-boken
- Skjutsgossen : romantiserad berättelse. Kabinetsbibliothek af den nyaste litteraturen, 99-1539294-X ; 6:6. Stockholm: [Bonnier]. 1841. Libris 2589235. https://litteraturbanken.se/f%C3%B6rfattare/FlygareCarl%C3%A9nE/titlar/Skjutsgossen/sida/7/faksimil?om-boken
- Rosen på Tistelön : berättelse från skärgården. Kabinetsbibliothek af den nyaste litteraturen, 99-1539294-X ; 7:1. Stockholm: [Bonnier]. 1842. Libris 2105352 -  Filmatisering 1913 som På livets ödesvägar, 1915 som Rosen på Tistelön, 1916 som Havsgamar och 1945 som Rosen på Tistelön.
  -  Del 1. Libris 18150988. http://litteraturbanken.se/forfattare/FlygareCarlenE/titlar/RosenPaTistelon1/info
  -  Del 2. Libris 2105354. http://litteraturbanken.se/forfattare/FlygareCarlenE/titlar/RosenPaTistelon2/info
    - Cramær, Mauritz (1843). Brottslingarne : dram i fyra akter. Stockholm. Libris 10452369 - Dramatisering fritt bearbetad efter "Rosen på Tistelön".
- Kamrer Lassman såsom gammal ungkarl och äkta man tecknad. 1-2. Stockholm: [Bonnier]. 1842. Libris k274qt3phlfdfqs6. https://litteraturbanken.se/författare/FlygareCarlénE/titlar/KamrerLassman/info
- ”― ― Ända in i döden” i Nordstjernan 1843.
- Pål Värning : en skärgårds-ynglings äfventyr. Stockholm. 1844. Libris 2105348. https://litteraturbanken.se/f%C3%B6rfattare/FlygareCarl%C3%A9nE/titlar/P%C3%A5lV%C3%A4rning1844/sida/7/faksimil?om-boken
- Fideikommisset : roman. Kabinetsbibliothek af den nyaste litteraturen, 99-1539294-X ; 9:1. Stockholm. 1844. Libris 2589218
- Vinds-kuporna. Original-bibliothek i den sköna litteraturen, 99-1233670-4 ; 1845:1. Norrköping. 1845. Libris 1184125. https://litteraturbanken.se/f%C3%B6rfattare/FlygareCarl%C3%A9nE/titlar/Vindskuporna/sida/7/faksimil?om-boken
- Bruden på Omberg. Stockholm: Rylander. 1845. Libris 2589215. https://litteraturbanken.se/f%C3%B6rfattare/FlygareCarl%C3%A9nE/titlar/BrudenP%C3%A5Omberg/sida/5/faksimil?om-boken
- Ett år : novell. Nytt kabinets bibliothek af in- och utländsk roman-litteratur ; 1846:4. Stockholm: [Bonnier]. 1846. Libris 1803500. https://litteraturbanken.se/f%C3%B6rfattare/FlygareCarl%C3%A9nE/titlar/Ett%C3%85rNovell/sida/1/faksimil?om-boken
- Enslingen på Johannis-skäret : kust-roman. 1-3. Norrköping. 1846. Libris 440199
  -  Del 1. Libris 440200. https://litteraturbanken.se/f%C3%B6rfattare/FlygareCarl%C3%A9nE/titlar/EnslingenP%C3%A5Johannissk%C3%A4ret1/sida/7/faksimil?om-boken
  -  Del 2. Libris 440201. https://litteraturbanken.se/f%C3%B6rfattare/FlygareCarl%C3%A9nE/titlar/EnslingenP%C3%A5Johannissk%C3%A4ret2/sida/7/faksimil?om-boken
  -  Del 3. Libris 440202. https://litteraturbanken.se/f%C3%B6rfattare/FlygareCarl%C3%A9nE/titlar/EnslingenP%C3%A5Johannissk%C3%A4ret3/sida/7/faksimil?om-boken
- En natt vid Bullar-sjön : roman. Nya svenska parnassen, 99-1951260-5 ; 1. Stockholm: [Bonnier]. 1847. Libris 1807789
  -  1. Libris 1807790. https://litteraturbanken.se/f%C3%B6rfattare/FlygareCarl%C3%A9nE/titlar/EnNattVidBullarsj%C3%B6n1/sida/9/faksimil?om-boken
  -  2. Libris 1807791. https://litteraturbanken.se/f%C3%B6rfattare/FlygareCarl%C3%A9nE/titlar/EnNattVidBullarsj%C3%B6n2/sida/9/faksimil?om-boken
  -  3. Libris 1807792. https://litteraturbanken.se/f%C3%B6rfattare/FlygareCarl%C3%A9nE/titlar/EnNattVidBullarsj%C3%B6n3/sida/9/faksimil?om-boken
- Jungfrutornet : sjöroman. Nya svenska parnassen, 99-1951260-5 ; 8Läsebibliothek i Finland ; 1:1. Stockholm. 1848. Libris 2589323
  -  Del 1. Libris nxx3ss48lwdkz3lq. https://litteraturbanken.se/f%C3%B6rfattare/FlygareCarl%C3%A9nE/titlar/Jungfrutornet1/sida/7/faksimil?om-boken
  -  Del 2. Libris z77d33fvw8tqg23p. https://litteraturbanken.se/f%C3%B6rfattare/FlygareCarl%C3%A9nE/titlar/Jungfrutornet2/sida/7/faksimil?om-boken
- En nyckfull qvinna : roman. Nytt original-bibliothek i den sköna litteraturen, 99-1233674-7. Stockholm: Östlund & Berling. 1848-1849. Libris 1184130
  -  Del [1]. 1848. Libris 1184131. https://litteraturbanken.se/f%C3%B6rfattare/FlygareCarl%C3%A9nE/titlar/EnNyckfullQvinna1/sida/7/faksimil?om-boken
  -  Del 2. 1849. https://litteraturbanken.se/f%C3%B6rfattare/FlygareCarl%C3%A9nE/titlar/EnNyckfullQvinna2/sida/7/faksimil?om-boken
- Familjen i dalen : berättelse af Emelie Carlén. Stockholm, L. Gust. Rylander. Bazarn å Norrbro. [Kolofon:] Stockholm, Hörbergska boktryckeriet, 1849.. 1849. Libris 2589217. https://litteraturbanken.se/f%C3%B6rfattare/FlygareCarl%C3%A9nE/titlar/FamiljenIDalen/sida/5/faksimil?om-boken
- Roman-hjeltinnan : novell. Stockholm: Östlund & Berling. 1849. Libris 18150896. http://litteraturbanken.se/forfattare/FlygareCarlenE/titlar/Romanhjeltinnan/info
- Ett rykte : roman. 1-3. Nytt original-bibliothek i den sköna litteraturen, 99-1233674-7. Stockholm: Östlund & Berling. 1850. Libris 1864850
  -  Del 1. Libris w652dr9ktt4gr854. https://litteraturbanken.se/forfattare/FlygareCarlenE/titlar/EttRykteRomanI/info
  -  Del 2. Libris fqplx9vscndm7tkf. https://litteraturbanken.se/forfattare/FlygareCarlenE/titlar/EttRykteRomanII/info
  -  Del 3. Libris s32z9n6lqwcvpqmc. https://litteraturbanken.se/forfattare/FlygareCarlenE/titlar/EttRykteRomanIII/info
- Förmyndaren : roman. Original-bibliothek, Nytt, i den sköna litteraturen ; 1851 ; [1]. Stockholm: Östlund & Berling. 1851. Libris 2589220
  -  Del 1. Libris 2589221. https://litteraturbanken.se/f%C3%B6rfattare/FlygareCarl%C3%A9nE/titlar/F%C3%B6rmyndaren1/sida/7/faksimil?om-boken
  -  Del 2. Libris 2589222. https://litteraturbanken.se/f%C3%B6rfattare/FlygareCarl%C3%A9nE/titlar/F%C3%B6rmyndaren2/sida/7/faksimil?om-boken
- "Ett lyckligt parti"! : novell. Stockholm. 1857. Libris 2589229. https://litteraturbanken.se/f%C3%B6rfattare/FlygareCarl%C3%A9nE/titlar/EttLyckligtParti/sida/7/faksimil?om-boken
- Inom sex veckor : novell. Stockholm: Rylander. 1853. Libris 2589227. https://litteraturbanken.se/f%C3%B6rfattare/FlygareCarl%C3%A9nE/titlar/InomSexVeckor/sida/3/faksimil?om-boken
- Ett köpmanshus i skärgården : roman. Arbeten ; 1. Stockholm: Bonnier. 1860. Libris 3211319. https://litteraturbanken.se/f%C3%B6rfattare/FlygareCarl%C3%A9nE/titlar/Arbeten1/sida/7/faksimil?om-boken - Ursprungligen som följetong i Aftonbladet 1859. - Filmatisering 1925 och tv-serie 1973.
- Stockholmsscener bakom kulisserna : berättelser. Stockholm: Fahlstedt. 1864. Libris 1295987. https://litteraturbanken.se/f%C3%B6rfattare/FlygareCarl%C3%A9nE/titlar/Stockholmsscener/sida/5/faksimil?om-boken - Ursprungligen publicerad i Illustrerad Tidning 1864.
- Skuggspel : tidsmålningar och ungdomsbilder. 1-2. Stockholm: Norstedt. 1865. Libris 70056 - Ursprungligen som följetong i Aftonbladet 1862.
  -  Del 1. Libris 14227522. https://litteraturbanken.se/f%C3%B6rfattare/FlygareCarl%C3%A9nE/titlar/SkuggspelF%C3%B6rraDelen/sida/i/etext?om-boken
  -  Del 2. Libris 18151255. https://litteraturbanken.se/f%C3%B6rfattare/FlygareCarl%C3%A9nE/titlar/SkuggspelSenareDelen/sida/i/etext?om-boken
- En hemlighet för verlden : berättelse. Stockholm: S. Flodin. 1876. Libris 1596816. https://litteraturbanken.se/f%C3%B6rfattare/FlygareCarl%C3%A9nE/titlar/EnHemlighet/sida/5/faksimil?om-boken
- Berättelser från landsorten. 1:a o. 2:a serien. Stockholm: S. Flodin. 1877. Libris 1596815. https://litteraturbanken.se/f%C3%B6rfattare/FlygareCarl%C3%A9nE/titlar/Ber%C3%A4ttelserFr%C3%A5nLandsorten/sida/5/faksimil?om-boken - Ursprungligen publicerad i Illustrerad Tidning 1864-1865.
- Minnen af svenskt författarlif 1840-1860. Stockholm: Bonnier. 1878. Libris 734907 - Ursprungligen som följetong i Post- och inrikes tidningar 1878.
  -  Del 1. Libris 18151098. http://litteraturbanken.se/forfattare/FlygareCarlenE/titlar/MinnenForraDelen/info
  -  Del 2. Libris 18151097. http://litteraturbanken.se/txt/epub/FlygareCarlenE_MinnenSenareDelen.epub
- Kerstin Marias fästegåfva : karaktärsbild ur bondelifvets krönika. Öreskrifter för folket, 99-1474700-0 ; 107. Stockholm: Bonnier. 1880. Libris 1601984. http://litteraturbanken.se/#!/forfattare/FlygareCarlenE/titlar/KerstinMariasFastegafva/info/etext - Tidigare i Svea folk-kalender 1875, s. 9-26.

### Samlade skrifter och urval
- Arbeten. Stockholm: Bonnier. 1860-1861. Libris 3211318 - 3 delar.

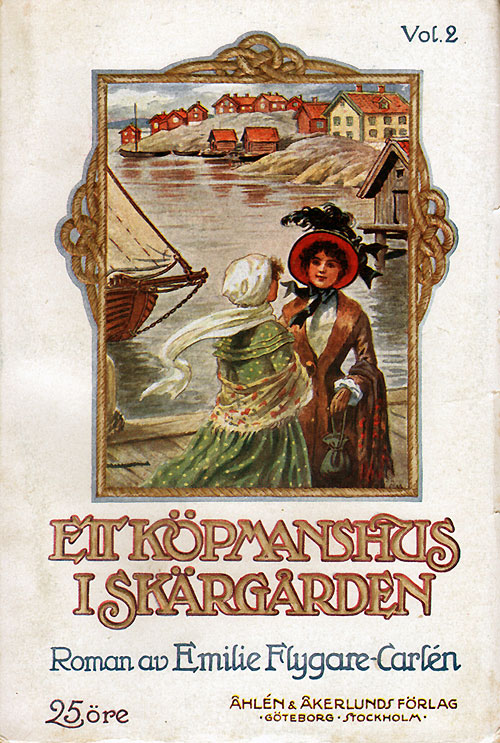
Omslag till 25-öresutgåva av Ett köpmanshus i skärgården. 1913.

  -  1, Ett köpmanshus i skärgården : roman. Stockholm: Bonnier. 1860. Libris 3211319
  -  2, Waldemar Klein : novell. Stockholm: Bonnier. 1861. Libris 3211321. https://runeberg.org/fcewklein2/
  -  3, Representanten : romantisk berättelse (2. uppl). Stockholm: Bonnier. 1861. Libris 3211320. https://runeberg.org/efcrepres/
- Emilie Flygare-Carléns samlade romaner (Öfversedd uppl.). Stockholm: Eklund. 1869-1875. Libris 498613 - Översedd upplaga i 31 delar med de flesta av författarens romaner utom de i Arbeten ovan och smärre skrifter. 
  -  1-2, Rosen på Tistelön : berättelse från vestra skärgården. Stockholm: Bonnier. 1869. Libris 498635 - 2 delar.
  -  3, Vindskuporna. Stockholm: Eklund. 1869. Libris 498621
  -  4, Skjutsgossen. Stockholm: Eklund. 1869. Libris 498622
  -  5-6, Jungfrutornet. Stockholm: Eklund. 1869. Libris 498623. https://runeberg.org/fcejungfru/ - 2 delar.
  -  7-8, Kamrer Lassman såsom gammal ungkarl och äkta man : teckning ur stockholmslifvet. 1869. Libris 472611. https://runeberg.org/fcelassman/ - 2 delar.
  -  9, Ett år. Stockholm: Eklund. 1869. Libris 498624. https://runeberg.org/efcettar/
  -  10-11, Kyrkoinvigningen i Hammarby. Stockholm: Eklund. 1869. Libris 498625 - 2 delar.
  -  12-14, Enslingen på Johannisskäret : kust-roman. Stockholm: Eklund. 1870. Libris 498615. https://runeberg.org/fceensling/ - 3 delar.
  -  15, Professorn och hans skyddslingar. Stockholm: Eklund. 1870. Libris 498626
  -  16-17, Fideikommisset. Stockholm: Eklund. 1870. Libris 498627 - 2 delar.
  -  18-19, En nyckfull qvinna. Stockholm: Eklund. 1870. Libris 498628. https://runeberg.org/fcenyck/ - 2 delar.
  -  20-22, En natt vid Bullarsjön. Stockholm: Eklund. 1871. Libris 498629 - 3 delar.
  -  23, Fosterbröderna. Stockholm: Eklund. 1872. Libris 498630
  -  24, Pål Värning. Stockholm: Eklund. 1872. Libris 498631
  -  25, Gustaf Lindorm : roman. Stockholm: Eklund. 1872. Libris 498618
  -  26, Romanhjeltinnan. Stockholm: Eklund. 1873. Libris 498632
  -  27-29, Ett rykte. Stockholm: Eklund. 1874. Libris 498633 - 3 delar.
  -  30-31, Förmyndaren. Stockholm: Eklund. 1875. Libris 498634. https://runeberg.org/fceformynd/ - 2 delar.
- Romaner. Stockholm: Bonnier. 1882-1890. Libris 3210531 - 24 delar med allt som ingår i Arbeten och Samlade romaner och en del därutöver.
  -  1, Rosen på Tistelön (3 uppl). Stockholm: Bonnier. 1882. Libris 3210533. https://runeberg.org/efcrpt/
  -  2, Enslingen på Johannisskäret : kustroman (3 uppl). Stockholm: Bonnier. 1882-1883. Libris 1596817
  -  3, Bruden på Omberg (2. genoms. uppl). Stockholm: Bonnier. 1883. Libris 3210535
  -  4, Vindskuporna (3 uppl). Stockholm: Bonnier. 1883. Libris 3210536. https://runeberg.org/efcvinds/
  -  5, Skjutsgossen (3 uppl). Stockholm: Bonnier. 1883. Libris 3210537
  -  6, Professorn och hans skyddslingar (3 uppl). Stockholm: Bonnier. 1883. Libris 3210538
  -  7, Jungfrutornet (3 uppl). Stockholm: Bonnier. 1883. Libris 3210539
  -  8, Kyrko-invigningen i Hammarby : roman (3. uppl). Stockholm: Bonnier. 1883. Libris 3210553. https://runeberg.org/efckih/
  -  9, Ett år (3. uppl). Stockholm: Bonnier. 1884. Libris 3210540
  -  10, Fosterbröderna : roman (3 uppl). Stockholm: Bonnier. 1884. Libris 3210541
  -  11, En nyckfull qvinna (3 uppl). Stockholm: Bonnier. 1884. Libris 3210542
  -  12, Familjen i dalen (2 uppl). Stockholm: Bonnier. 1885. Libris 3210543
  -  13, Ett lyckligt parti! (2 genoms. uppl). Stockholm: Bonnier. 1885. Libris 3210544
  -  14, En natt vid Bullarsjön (3 uppl). Stockholm: Bonnier. 1885. Libris 3210545
  -  15, Ett köpmanshus i skärgården : roman (3. uppl). Stockholm: Bonnier. 1885-1886. Libris 3210532
  -  16, Kamrer Lassman såsom gammal ungkarl och äkta man (3. uppl). Stockholm: Bonnier. 1886. Libris 3210552
  -  17, Fideikommisset : roman (3. uppl). Stockholm: Bonnier. 1887. Libris 3210550
  -  18, Gustaf Lindorm (3. uppl). Stockholm: Bonnier. 1887. Libris 3210548. https://runeberg.org/efcgustli/
  -  19, Pål Värning : en skärgårds-ynglings äfventyr (3. uppl). Stockholm: Bonnier. 1888. Libris 3210554
  -  20, Romanhjeltinnan. 1888. Libris 3210555
  -  21, Valdemar Klein ; Representanten : romancykel (3. uppl). Stockholm: Bonnier. 1888. Libris 3210546
  -  22, Förmyndaren : roman (3. uppl). Stockholm: Bonnier. 1889. Libris 3210551
  -  23, Ett rykte (3. uppl). Stockholm: Bonnier. 1890. Libris 3210547
  -  24, Inom sex veckor (2. genoms. uppl). Stockholm: Bonnier. 1890. Libris 3210549
- Efterskörd från en 80-årings författarebana: berättelser och noveller. Stockholm: Bonnier. 1888. Libris 1622484 - 3 delar.
  -  1, Arfvingen och hans motpart ; Ungherrarne och gamleherrn ; Menniskans arfslott. Stockholm: Bonnier. 1888. Libris 1622485. https://litteraturbanken.se/f%C3%B6rfattare/FlygareCarl%C3%A9nE/titlar/Eftersk%C3%B6rd1/sida/10/faksimil/?om-boken - Med författarens levnadsteckning av Birger Schöldström.
  -  2, Vincent Rossby ; Ett besvuret hederslöfte ; En hustru i sin hvardagsroman. Stockholm: Bonnier. 1888. Libris 21520115. https://litteraturbanken.se/f%C3%B6rfattare/FlygareCarl%C3%A9nE/titlar/Eftersk%C3%B6rd2/sida/6/faksimil/?om-boken
  -  3, Smärre berättelser. Stockholm: Bonnier. 1888. Libris 21148129. https://litteraturbanken.se/f%C3%B6rfattare/FlygareCarl%C3%A9nE/titlar/Eftersk%C3%B6rd3/sida/8/faksimil/?om-boken - Innehåller: Enkåret ; Högskolefonden ; Fröken Bedas förlofning ; På lifvets stig ; Allt af barmhertighet ; Estrid ; Kerstin Marias fästegåfva ; Litteratören och hans trolofvade.
- Romaner (Godtköpsuppl). Stockholm: Bonnier. 1892-1897. Libris 2986236 - Godtköpsupplaga i 24 delar med i stort sett samma innehåll som 1882-1890 års utgåva fast med ordningen av de ingående verken ändrad.
- Romaner. Stockholm: Bonnier. 1905-1911. Libris 3210984 - Förkortad utgåva i 8 delar med teckningar av Jenny Nyström.
- Flygare-Carléns bästa. Stockholm: Åhlen & Åkerlund. 1928-1930. Libris 1807623 - 24 volymer.
  -  1-2, Rosen på Tistelön : berättelse från västra skärgården. Stockholm: Åhlen & Åkerlund. 1928. Libris 10190415
  -  3-4, En natt vid Bullarsjön. Stockholm: Åhlen & Åkerlund. 1928. Libris 1329911. https://runeberg.org/efcenvb/
  -  5-7, Ett köpmanshus i skärgården. Stockholm: Åhlen & Åkerlund. 1928-1929. Libris 1807628
  -  8-9, Ett år : berättelse. Stockholm: Åhlen & Åkerlund. 1929. Libris 1329925
  -  10-12, Enslingen på Johannisskäret : kustroman. Stockholm: Åhlen & Åkerlund. 1928-1929. Libris 1807627
  -  13-14, Kyrkoinvigningen i Hammarby. Stockholm: Åhlen & Åkerlund. 1929. Libris 1807632
  -  15-16, En nyckfull kvinna. Stockholm: Åhlen & Åkerlund. 1929. Libris 1807626
  -  17-19, Jungfrutornet : roman från sjö och land. Stockholm: Åhlen & Åkerlund. 1929. Libris 54642
  -  20, Skjutsgossen : romantiserad berättelse. Stockholm: Åhlen & Åkerlund. 1929. Libris 1807634. https://runeberg.org/efcskjuts/
  -  21, Pål Värning : en skärgårdsynglings äventyr. Stockholm: Åhlen & Åkerlund. 1929. Libris 1807633
  -  22, Kamrer Lassman. Stockholm: Åhlen & Åkerlund. 1930. Libris 1807631
  -  23-24, Fideikommisset. Stockholm: Åhlen & Åkerlund. 1930. Libris 1329928. https://runeberg.org/efcfidei/
- Emilie Flygare-Carléns bästa romaner. Stockholm: Bonnier. 1942-1943. Libris 3213921 - Förkortad utgåva i 9 volymer.
- Valda romaner. Malmö: Norden. 1943. Libris 3213902 - 9 volymer.
- Valda skrifter. Malmö: Enhetsprisförl. 1945-1946. Libris 1593459
- Pål Värning: en skärgårdsynglings äfventyr. Svenska författare. Ny serie, 1100-729X ([Ny utg.] /utgiven med inledning och kommentarer av Johan Svedjedal). Stockholm: Svenska vitterhetssamf. (SVS). 2000. Libris 7626827. ISBN 91-7230-095-7. http://litteraturbanken.se/#!forfattare/FlygareCarlenE/titlar/PalVarning/info/etext -  Utgiven med inledning och kommentarer av Johan Svedjedal.
- Ett köpmanshus i skärgården. Svenska författare. Ny serie, 1100-729X. Stockholm: Svenska vitterhetssamfundet - Utgiven i tre delar med inledning och kommentarer av Yvonne Leffler ; huvudredaktör: Barbro Ståhle Sjönell ; biträdande huvudredaktör: Petra Söderlund.
  -  D. 1. 2007. Libris 10436039. ISBN 978-91-7230-131-3. http://litteraturbanken.se/#forfattare/FlygareCarlenE/titlar/EttKopmanshus1/info/pdf
  -  [D. 2]. 2007. Libris 10479975. ISBN 978-91-7230-133-7. http://litteraturbanken.se/#forfattare/FlygareCarlenE/titlar/EttKopmanshus2/info/pdf
  -  [D. 3]. 2007. Libris 10557424. ISBN 978-91-7230-134-4. http://litteraturbanken.se/#forfattare/FlygareCarlenE/titlar/EttKopmanshus3/info/pdf

### Brev
- Brev angående Emilie Flygare-Carlén och hennes närmaste anhöriga, med litteraturhänvisningar m.m. Strömstad: Norra Bohusläns tr.-ab. 1960. Libris 630121